# Гордан Яндрокович
Го́рдан Яндро́кович (хорв. Gordan Jandroković; нар. 2 серпня 1967, Б'єловар, СР Хорватія) — хорватський політик і дипломат, голова хорватського парламенту з 2017 року, колишній заступник прем'єр-міністра хорватського уряду (2010—2011) та міністр закордонних справ і європейської інтеграції (2008—2011).

## Короткий життєпис
Закінчив факультет цивільного будівництва (1991) та факультет політичних наук (1993) Загребського університету.
З 1994 до 2000 працював у Міністерстві закордонних справ, і деякий час був завідувачем канцелярії тодішнього заступника міністра Іво Санадера.
На хорватських парламентських виборах у 2003 році обраний депутатом до хорватського парламенту. Був головою Комітету економіки, розвитку та відбудови, головою Комітету зовнішньої політики та очільником делегації парламенту Хорватії в Об'єднаному парламентському комітеті Хорватський сабор — Європейський парламент.
На парламентських виборах у 2007 році обирається депутатом по другому виборчому округу. 12 січня 2008 року призначається міністром закордонних справ і європейської інтеграції (депутатський мандат призупинено).
Член ХДС з 1992 року, а з 2004 став членом президії партії.
Одружений, має трьох дітей. Вільно розмовляє англійською, а пасивно користується італійською.

## Нагороди
- Орден князя Ярослава Мудрого II ст. (Україна, 21 жовтня 2022) — за значні особисті заслуги у зміцненні міждержавного співробітництва, підтримку державного суверенітету та територіальної цілісності України, вагомий внесок у популяризацію Української держави у світі[1]